# Heinz Linge
Ne doit pas être confondu avec Malko Linge.
Pour les articles homonymes, voir Linge.
Heinz Linge (Brême, 23 mars 1913 - Hambourg, 9 mars 1980) est un membre de la SS, qui est officier d'ordonnance et majordome en chef d’Adolf Hitler. Il est chargé par Hitler de brûler son cadavre ainsi que celui de sa femme, Eva Braun, après leurs suicides. Linge pouruit son service jusqu’aux derniers jours de la vie du Führer, le 30 avril 1945 et est l’un des derniers à quitter le bunker après la mort de celui-ci. À la fin de la guerre, il est officier supérieur en tant que SS-Obersturmbannführer- équivalent au grade de lieutenant-colonel. Il est emprisonné par les Soviétiques après la capitulation de l’Allemagne, le 2 mai 1945. Il est, avec un autre officier SS, Otto Günsche, interrogé par le NKVD dès l'arrivée des Soviétiques à Berlin et libéré en septembre 1955, après une intervention des autorités fédérales allemandes.

## Biographie
Heinz Linge naquit à Brême en 1913. Il exerce la profession de maçon avant d’intégrer les rangs de la SS le 17 mars 1933, dans la 1re division SS Leibstandarte Adolf Hitler. En effet, Sepp Dietrich le nomma parmi les 117 gardes du corps d’Hitler. C’est en 1934, alors qu’il fait partie de la garde chargée de surveiller la résidence d’Hitler à Obersalzberg, que Linge est sélectionné pour le service de garde de la Chancellerie du Reich. Il est membre du parti nazi (NSDAP) depuis 1931.

### Majordome d’Hitler
Le 24 janvier 1935, Linge est choisi pour être le majordome personnel d’Adolf Hitler. Après une formation à l'école hôtelière de Munich-Pasing, il intégre officiellement le groupe. Le 10 septembre 1939, il remplaçe Karl Wilhelm Krause et devient ainsi le majordome en chef du Führer, qui le nomme chef du Service Personnel. Il est employé comme majordome et officier d’ordonnance à la Tanière du Loup (Wolfsschanze) à Rastenburg (quartier général de Prusse-Orientale) puis, à la fin de la guerre, dans le Führerbunker de la nouvelle chancellerie à Berlin.

#### Son rôle
Selon son témoignage, Linge est chargé de réveiller Hitler à 11h00 et de lui présenter les journaux et les dépêches du jour. Il doit apporter de quoi écrire ainsi que des lunettes afin que le Führer puisse commencer dans son lit sa séance de lecture du matin. Hitler doit s’habiller rapidement avec l’aide de Linge. Il prend un petit-déjeuner léger : du thé, des biscuits et une pomme. Il déjeune vers 14h30. Le soir, Linge organise le diner, qu’Hitler prend avec quelques invités, à partir de 20h00. Son rôle est également de délivrer les messages émis par Hitler ou qui lui sont destinés. Enfin, il est aussi chargé d'escorter les personnes réclamées par le Führer.

#### Le Führerbunker de Berlin
Linge suit Adolf Hitler dans son nouveau quartier général, à Berlin, en janvier 1945. Il y remplit les fonctions de majordome en chef, de chef du protocole personnel et d’officier d’ordonnance. Dans ses mémoires, Linge déclare qu’Hitler, deux jours avant son suicide du 30 avril, lui a révélé ses projets et lui a demandé d’envelopper son corps ainsi que celui d’Eva Braun dans des couvertures et de les incinérer dans le jardin de la Chancellerie. Il rapporte qu'à la suite de son mariage avec Eva Braun, Hitler passe sa dernière nuit assis sur son lit, éveillé et tout habillé. 
En 1974, pour les besoins du documentaire vidéo The Two Deaths of Adolf Hitler, Linge raconte les derniers instants du Führer dans le bunker. Il décrit précisément les adieux de Hitler à chacun de ses serviteurs et subordonnés.
C’est Linge qui trouva les corps sans vie d’Hitler et de sa femme, le 30 avril 1945, dans l'après-midi. Avec l’aide de Martin Bormann et d’Otto Günsche, il les porte et les déplaçe à l’extérieur du bunker. Ils aspergent les corps d’essence (ils disposent de plus de deux cents litres d'essence) et y mette le feu, dans le jardin de la Chancellerie. Quand le feu se répand, Martin Bormann, Heinz Linge, Otto Günsche, Peter Högl, Ewald Lindloff, Hans Reisser et Joseph Goebbels, effectuent un dernier salut nazi.
Linge est l'un des derniers à quitter le Führerbunker le 1er mai 1945, avec Erich Kempka, le chauffeur d’Hitler. Linge est capturé par l’Armée rouge le lendemain, près de la See-Strasse, puis conduit dans un centre de détention pour prisonniers de guerre.

### Captivité et libération
Quelques jours plus tard, une fois son identité connue, deux officiers du NKVD  escortent Linge en train jusqu’à la prison de la place Loubianka, à Moscou, où il est enfermé afin d’être interrogé par les services centraux du NKVD. L'officier supérieur du NKVD, parlant très bien allemand, Fyodor Parparov , se charge de cette enquête destinée à déterminer le rôle de Linge à la fin de la guerre et dans la mort du Führer. En 1946, Linge est reconduit à Berlin pour effectuer la reconstitution des événements auxquels il avait participé puis retourna en Union Soviétique, où il reste emprisonné. En 1950, il est condamné par un tribunal soviétique à vingt-cinq années de travaux forcés pour crime de guerre. Il purge sa cinquième année d'emprisonnement lorsque le chancelier Konrad Adenauer réussit à libérer une partie des prisonniers allemands - militaires et anciens membres de la SS- , dont l'officier SS Linge. Après dix années de captivité, il est libéré en septembre 1955 et revient à Berlin le 9 octobre.
À sa libération, Linge a 42 ans. Il trouve du travail en Allemagne de l'Ouest, à Hambourg, en tant qu'agent commercial dans l'entreprise Delfs-Nordmark-Fertighäuser. Il y travaille jusqu'à sa retraite, à 65 ans.
Linge multiplie les témoignages de son travail auprès de Hitler. Ses mémoires, With Hitler to the End, furent publiées pour la première fois en 1980, ainsi que Bis zum Untergang. Als Chef des Persönlichen Dienstes bei Hitler (Jusqu'au naufrage, en tant que chef du service personnel de Hitler), publié en 1982. Son témoignage reste d'un grand intérêt, dans la mesure où il est très proche d'Adolf Hitler jusqu'à la mort de celui-ci en 1945.
Il meurt le 9 mars 1980 dans une clinique de Hambourg.

## Dans les médias
L’acteur allemand Thomas Limpinsel joue son rôle dans le film La Chute d’Oliver Hirschbiegel.

### Documentaire
- (fr) Deniau Jean-Charles, Khémis Stéphane. Dossier Hitler 462A (Le rapport secret commandé par Staline). Documentaire diffusé sur France 3, 18 février 2009, 58 minutes.